# Конан уништитељ
Конан уништитељ (енгл. Conan the Destroyer) је амерички филм из 1984.

## Радња
Зла краљица Тарамис проналази Конана и његовог пријатеља, лопова Малака и обећава Конану да ће оживети његову љубав Валерију уколико јој донесе чаробни кључ из зачараног дворца чаробњака Тот Амона. На путовању им се придружују краљичина нећака принцеза Џена која једина може додирнути дијамантски рог бога Дагота и њен телохранитељ Бомбата.
Конан спашава чаробњака Акира и ратницу Зулу који им се придружују на задатку. Док се одмарају на језеру насупрот дворца Тот Амон отима принцезу Џену чија би смрт краљици Тарамис осигурала доживотни престо.

## Улоге
| Глумац             | Улога           |
| ------------------ | --------------- |
| Арнолд Шварценегер | Конан           |
| Грејс Џоунс        | Зула            |
| Вилт Чејмберлен    | Бомбата         |
| Мако               | Акиро           |
| Трејси Волтер      | Малак           |
| Сара Даглас        | краљица Тарамис |
| Оливија Дабо       | принцеза Џена   |
| Пет Роуч           | Тот Амон        |

## Зарада
- Зарада у САД - 31.042.035 $